# Bart Brentjens
Bart Brentjens (Haelen, Leudal, Limburg, 10 d'octubre de 1968) va ser un ciclista neerlandès, que va competir en ciclisme de muntanya. Els seus millors resultats els va obtenir en el camp a través, guanyant dues medalles olímpiques als Jocs d'Atlanta de 1996 i als d'Atenes de 2004

## Palmarès en ciclisme de muntanya
- 1994
  - 1r a la Copa del món en Camp a través
- 1995
  -  Campió del món en Camp a través
  -  Campió dels Països Baixos en Camp a través
- 1996
  -  Medalla d'or als Jocs Olímpics d'Atlanta en Camp a través
  -  Campió dels Països Baixos en Camp a través
- 2000
  -  Campió dels Països Baixos en Camp a través
- 2001
  -  Campió d'Europa en Camp a través
  -  Campió dels Països Baixos en Camp a través
- 2002
  -  Campió dels Països Baixos en Camp a través
- 2003
  -  Campió dels Països Baixos en Camp a través
- 2004
  -  Medalla de bronze als Jocs Olímpics d'Atenes en Camp a través
  -  Campió dels Països Baixos en Camp a través
- 2005
  -  Campió dels Països Baixos en Camp a través
- 2006
  -  Campió dels Països Baixos en Camp a través
- 2007
  -  Campió dels Països Baixos en Camp a través